# Carl Scarborough
Carl Scarborough (3 de julho de 1914 – 30 de maio de 1953) foi um automobilista norte-americano que esteve em três (duas) 500 Milhas de Indianápolis: 1951, 1952 (não se qualificou) e 1953. A prova fez parte do calendário da Fórmula 1 de 1950 até 1960.